# Матч СССР — США по лёгкой атлетике 1975
Матч СССР — США — Болгария по лёгкой атлетике 1975 года прошёл в Киеве 4—5 июля. В рамках соревнования проходили три матча: СССР — США, СССР — Болгария (только женщины) и США — Болгария (только женщины). Сборная СССР выиграла оба своих матча; сборная США выиграла у сборной Болгарии. Свои микроматчи выиграли и мужской, и женский составы советской сборной.
Соревнования по легкоатлетическим многоборьям прошли в Юджине (штат Орегон, США) 9—10 августа на стадионе Хейвард-филд. В рамках соревнования проходили два трёхсторонних матча: СССР — США — Польша (десятиборье, мужчины) и СССР — США — Канада (пятиборье, женщины).

## Результаты

### Личный зачёт
- в/к — вне конкурса

#### 100 метров
| Мужчины | Мужчины   | Мужчины        | Мужчины | Женщины | Женщины   | Женщины              | Женщины |
| Место   | Результат | Спортсмен      | Страна  | Место   | Результат | Спортсменка          | Страна  |
| ------- | --------- | -------------- | ------- | ------- | --------- | -------------------- | ------- |
|         |           |                |         | в/к     | 11,3      | Надежда Бесфамильная | СССР    |
| 1       | 10,0      | Валерий Борзов | СССР    | 1       | 11,4      | Вера Анисимова       | СССР    |
| 2       |           |                |         | 2       |           |                      |         |
| 3       |           |                |         | 3       |           |                      |         |
| в/к     |           |                |         | 4       |           |                      |         |
| 4       | 10,4      | Э. Престон     | США     | 5       |           |                      |         |
| в/к     | 10,4      | Ларри Браун    | США     | 6       |           |                      |         |
| —       | —         | —              | —       | в/к     |           |                      |         |

#### 200 метров
| Мужчины | Мужчины   | Мужчины     | Мужчины | Женщины | Женщины   | Женщины         | Женщины |
| Место   | Результат | Спортсмен   | Страна  | Место   | Результат | Спортсменка     | Страна  |
| ------- | --------- | ----------- | ------- | ------- | --------- | --------------- | ------- |
| 1       | 20,7      | Э. Престон  | США     | 1       | 23,1      | Светлана Белова | СССР    |
| 2       | 20,8      | Ларри Браун | США     | 2       |           |                 |         |
| 3       |           |             |         | 3       |           |                 |         |
| в/к     |           |             |         | в/к     |           |                 |         |
| в/к     |           |             |         | 4       |           |                 |         |
| 4       |           |             |         | в/к     |           |                 |         |
| —       | —         | —           | —       | 5       |           |                 |         |

#### 400 метров
| Мужчины | Мужчины   | Мужчины             | Мужчины | Женщины | Женщины   | Женщины        | Женщины |
| Место   | Результат | Спортсмен           | Страна  | Место   | Результат | Спортсменка    | Страна  |
| ------- | --------- | ------------------- | ------- | ------- | --------- | -------------- | ------- |
| 1       | 45,8      | С. Уинсон           | США     | 1       | 51,8      | Надежда Ильина | СССР    |
| 2       |           |                     |         | 2       |           |                |         |
| 3       | 46,7      | Семён Кочер         | СССР    | 3       |           |                |         |
| 4       | 47,2      | Виктор Михайлов     | СССР    | 4       |           |                |         |
| в/к     | 47,3      | Павел Козбан        | СССР    | в/к     |           |                |         |
| в/к     | 47,5      | Александр Братчиков | СССР    | в/к     |           |                |         |
| в/к     | 47,6      | Владимир Носенко    | СССР    | в/к     |           |                |         |
| в/к     | 48,0      | Аркадий Медведь     | СССР    | 5       |           |                |         |
|         |           |                     |         | в/к     |           |                |         |
| —       | —         | —                   | —       | 6       |           |                |         |

#### 800 метров
| Мужчины | Мужчины   | Мужчины     | Мужчины | Женщины | Женщины    | Женщины         | Женщины |
| Место   | Результат | Спортсмен   | Страна  | Место   | Результат  | Спортсменка     | Страна  |
| ------- | --------- | ----------- | ------- | ------- | ---------- | --------------- | ------- |
| 1       | 1.46,1    | Марк Эньярт | США     | 1       | 2.00,3 NR* | Мэделин Джексон | США     |
| 2       |           |             |         | 2       |            |                 |         |
| 3       |           |             |         | 3       |            |                 |         |
|         |           |             |         | в/к     | 2.03,0     | Шерил Туссен    | США     |
| —       | —         | —           | —       | 4       | 2.03,4     | Кэти Уэстон     | США     |
| —       | —         | —           | —       | 5       |            |                 |         |
| —       | —         | —           | —       | 6       |            |                 |         |
|         |           |             |         | в/к     |            |                 |         |

#### 1500 метров
| Мужчины | Мужчины   | Мужчины    | Мужчины | Женщины | Женщины   | Женщины            | Женщины  |
| Место   | Результат | Спортсмен  | Страна  | Место   | Результат | Спортсменка        | Страна   |
| ------- | --------- | ---------- | ------- | ------- | --------- | ------------------ | -------- |
| 1       | 3.42,6    | К. Попджой | США     | 1       | 4.09,6    | Татьяна Казанкина  | СССР     |
| 2       |           |            |         | 2       |           | Росица Пехливанова | Болгария |
| 3       |           |            |         | 3       |           |                    |          |
| 4       |           |            |         | 4       | 4.19,4    | Румяна Чавдарова   | Болгария |
| —       | —         | —          | —       | 5       | 4.19,8    | Дорис Браун        | США      |
| —       | —         | —          | —       | 6       | 4.23,6    | Дженис Мерилл      | США      |

#### 5000/3000 метров
| Мужчины | Мужчины   | Мужчины     | Мужчины | Женщины | Женщины   | Женщины            | Женщины  |
| Место   | Результат | Спортсмен   | Страна  | Место   | Результат | Спортсменка        | Страна   |
| ------- | --------- | ----------- | ------- | ------- | --------- | ------------------ | -------- |
| 1       | 13.34,2   | Иван Парлуй | СССР    | 1       | 9.07,4    | Росица Пехливанова | Болгария |
| 2       | 13.40,6   | Энн Селлик  | СССР    | 2       | 9.08,4    | Светлана Ульмасова | СССР     |
| 3       |           |             |         | 3       |           |                    |          |
| —       | —         | —           | —       | 4       | 9.09,8    | Румяна Чавдарова   | Болгария |
| —       | —         | —           | —       | 5       | 9.25,0    | Гиана Романова     | СССР     |
| —       | —         | —           | —       | 6       |           |                    |          |

#### 10 000 метров
| Место | Результат | Спортсмен          | Страна |
| ----- | --------- | ------------------ | ------ |
| 1     | 28.44,0   | Владимир Меркушин  | СССР   |
| 2     | 28.44,0   | Анатолий Бадранков | СССР   |
| 3     |           |                    |        |

#### 110/100 метров с барьерами
| Мужчины | Мужчины   | Мужчины           | Мужчины | Женщины | Женщины   | Женщины          | Женщины |
| Место   | Результат | Спортсмен         | Страна  | Место   | Результат | Спортсменка      | Страна  |
| ------- | --------- | ----------------- | ------- | ------- | --------- | ---------------- | ------- |
| 1       | 13,5      | Виктор Мясников   | СССР    | 1       | 13,1      | Любовь Кононова  | СССР    |
| 2       |           |                   |         | 2       | 13,3      | Надежда Ткаченко | СССР    |
| 3       |           |                   |         | в/к     |           |                  |         |
| в/к     | 13,7      | Эдуард Переверзев | СССР    | 3       |           |                  |         |
| 4       | 14,3      | Майкл Шайн        | США     | 4       |           |                  |         |
| —       | —         | —                 | —       | в/к     |           |                  |         |
| —       | —         | —                 | —       | 5       |           |                  |         |

#### 400 метров с барьерами
| Место | Результат | Спортсмен  | Страна |
| ----- | --------- | ---------- | ------ |
| 1     | 50,0      | Майкл Шайн | США    |
| 2     |           |            |        |
| 3     |           |            |        |
| 4     |           |            |        |

#### 3000 метров с препятствиями
| Место | Результат | Спортсмен | Страна |
| ----- | --------- | --------- | ------ |
| 1     | 8.28,0    | М. Смит   | США    |
| 2     |           |           |        |
| 3     |           |           |        |
| 4     |           |           |        |

#### Ходьба 20 км
| Место | Результат | Спортсмен           | Страна |
| ----- | --------- | ------------------- | ------ |
| 1     | 1:35.16,0 | Николай Смага       | СССР   |
| 2     | 1:35.18,0 | Владимир Голубничий | СССР   |
| в/к   |           |                     |        |
| 3     |           |                     |        |

#### 4×100 метров
| Мужчины | Мужчины   | Мужчины | Мужчины | Женщины | Женщины   | Женщины | Женщины  |
| Место   | Результат | Команда | Страна  | Место   | Результат | Команда | Страна   |
| ------- | --------- | ------- | ------- | ------- | --------- | ------- | -------- |
| 1       | 38,7      | Сборная | СССР    | 1       | 43,4      | Сборная | СССР     |
| 2       | 39,2      | Сборная | США     | 2       | 44,2      | Сборная | США      |
| —       | —         | —       | —       | 3       | 46,1      | Сборная | Болгария |

#### 4×400 метров
| Мужчины | Мужчины   | Мужчины | Мужчины | Женщины | Женщины   | Женщины | Женщины  |
| Место   | Результат | Команда | Страна  | Место   | Результат | Команда | Страна   |
| ------- | --------- | ------- | ------- | ------- | --------- | ------- | -------- |
| 1       | 3.08,3    | Сборная | СССР    | 1       | 3.29,0    | Сборная | СССР     |
| 2       | 3.11,2    | Сборная | США     | 2       | 3.30,7    | Сборная | США      |
| —       | —         | —       | —       | 3       | 3.40,1    | Сборная | Болгария |

#### Высота
| Мужчины | Мужчины   | Мужчины             | Мужчины | Женщины | Женщины   | Женщины      | Женщины |
| Место   | Результат | Спортсмен           | Страна  | Место   | Результат | Спортсменка  | Страна  |
| ------- | --------- | ------------------- | ------- | ------- | --------- | ------------ | ------- |
| в/к     | 2,18      | Владимир Абрамов    | СССР    |         |           |              |         |
| 1       | 2,15      | Александр Григорьев | СССР    | 1       | 1,84      | Джони Хантли | США     |
| 2       |           |                     |         | 2       |           |              |         |
| 3       |           |                     |         | 3       |           |              |         |
| 4       |           |                     |         | 4       |           |              |         |
| —       | —         | —                   | —       | 5       |           |              |         |
| —       | —         | —                   | —       | 6       |           |              |         |

#### Шест
Во время награждения победителя в прыжках с шестом американца С. Воллика (5 метров), Юрий Прохоренко, выступавший вне конкурса, брал высоту 5,35.
| Место | Результат | Спортсмен       | Страна |
| ----- | --------- | --------------- | ------ |
| в/к   | 5,35      | Юрий Прохоренко | СССР   |
| 1     | 5,00      | С. Воллик       | США    |
| в/к   | 5,00      | Юрий Исаков     | СССР   |
| 2     |           |                 |        |
| 3     |           |                 |        |
| 4     |           |                 |        |

#### Длина
| Мужчины | Мужчины   | Мужчины           | Мужчины | Женщины | Женщины   | Женщины       | Женщины |
| Место   | Результат | Спортсмен         | Страна  | Место   | Результат | Спортсменка   | Страна  |
| ------- | --------- | ----------------- | ------- | ------- | --------- | ------------- | ------- |
| 1       | 8,00      | Валерий Подлужный | СССР    | 1       | 6,49      | Лидия Алфеева | СССР    |
| 2       |           |                   |         | 2       |           |               |         |
| 3       |           |                   |         | 3       |           |               |         |
| 4       |           |                   |         | 4       |           |               |         |
| —       | —         | —                 | —       | 5       |           |               |         |
| —       | —         | —                 | —       | 6       |           |               |         |

#### Тройной
| Место | Результат | Спортсмен         | Страна |
| ----- | --------- | ----------------- | ------ |
| 1     | 17,10     | Виктор Санеев     | СССР   |
| 2     | 16,81     | Анатолий Пискулин | СССР   |
| 3     |           |                   |        |
| 4     |           |                   |        |
| в/к   | 16,32     | Николай Синичкин  | СССР   |
| в/к   | 16,17     | Валентин Шевченко | СССР   |
| в/к   | 16,17     | Михаил Барибан    | СССР   |

#### Ядро
| Мужчины | Мужчины   | Мужчины              | Мужчины | Женщины | Женщины   | Женщины             | Женщины |
| Место   | Результат | Спортсмен            | Страна  | Место   | Результат | Спортсменка         | Страна  |
| ------- | --------- | -------------------- | ------- | ------- | --------- | ------------------- | ------- |
| 1       | 19,98     | Терри Олбриттон      | США     | 1       | 20,95     | Светлана Крачевская | СССР    |
| 2       |           |                      |         | 2       |           |                     |         |
| 3       |           |                      |         | 3       | 17,72     | Тамара Буфетова     | СССР    |
| в/к     | 18,94     | Анатолий Ярош        | СССР    | 4       |           |                     |         |
| 4       | 18,92     | Александр Барышников | СССР    | 5       |           |                     |         |
| —       | —         | —                    | —       | 6       |           |                     |         |

#### Диск
| Мужчины | Мужчины   | Мужчины         | Мужчины | Женщины | Женщины   | Женщины       | Женщины |
| Место   | Результат | Спортсмен       | Страна  | Место   | Результат | Спортсменка   | Страна  |
| ------- | --------- | --------------- | ------- | ------- | --------- | ------------- | ------- |
| 1       | 60,04     | Виктор Пензиков | СССР    | 1       | 65,88     | Фаина Мельник | СССР    |
| 2       | 59,80     | Владимир Ляхов  | СССР    | 2       |           |               |         |
| 3       | 58,38     | Джей Сильвестр  | США     | 3       |           |               |         |
| 4       |           |                 |         | 4       |           |               |         |
| —       | —         | —               | —       | 5       |           |               |         |
| —       | —         | —               | —       | 6       |           |               |         |

#### Молот
| Место | Результат | Спортсмен        | Страна |
| ----- | --------- | ---------------- | ------ |
| 1     | 74,76     | Джумбер Пхакадзе | СССР   |
| 2     |           |                  |        |
| в/к   |           |                  |        |
| 3     |           |                  |        |
| 4     |           |                  |        |

#### Копьё
| Мужчины | Мужчины   | Мужчины           | Мужчины | Женщины | Женщины   | Женщины        | Женщины  |
| Место   | Результат | Спортсмен         | Страна  | Место   | Результат | Спортсменка    | Страна   |
| ------- | --------- | ----------------- | ------- | ------- | --------- | -------------- | -------- |
| 1       | 80,48     | Александр Макаров | СССР    | 1       | 61,28     | Светлана Бабич | СССР     |
| 2       |           |                   |         | 2       |           |                |          |
| 3       |           |                   |         | 3       | 59,98     | Люба Моллова   | Болгария |
| 4       |           |                   |         | 4       |           |                |          |
| —       | —         | —                 | —       | 5       |           |                |          |
| —       | —         | —                 | —       | 6       |           |                |          |

#### Десятиборье/Пятиборье
| Мужчины | Мужчины                                                           | Мужчины           | Мужчины | Женщины | Женщины                                    | Женщины           | Женщины |
| Место   | Результат                                                         | Спортсмен         | Страна  | Место   | Результат                                  | Спортсменка       | Страна  |
| ------- | ----------------------------------------------------------------- | ----------------- | ------- | ------- | ------------------------------------------ | ----------------- | ------- |
| 1       | 8524 WR* (10,7—7,17—15,25—2,01—48,7—14,6—50,00—4,70—65,52—4.16,6) | Брюс Дженнер      | США     | 1       | 4701 (13,51—15,56—1,75—6,43—24,81)         | Надежда Ткаченко  | СССР    |
| 2       | 8277 (10,3—7,34—15,14—1,89—48,0—14,0—45,76—4,20—60,94—4.34,8)     | Фред Диксон       | США     | 2       |                                            |                   |         |
| 3       | 8211 (11,0—7,35—14,47—2,10—50,4—14,1—44,24—4,50—65,66—4.35,8)     | Николай Авилов    | СССР    | 3       | 4452 (13,61 — 13,91 — 1,69 — 6,09 — 24,93) | Зоя Спасовходская | СССР    |
| 4       | 8185 (10,6—7,24—13,80—1,98—48,9—14,5—43,26—4,80—63,42—4.37,7)     | Рышард Сковронек  | Польша  | 4       | 4449 (13,81 — 14,66 — 1,66 — 6,16 — 24,99) | Людмила Поповская | СССР    |
| 5       | 8117 (10,8—7,02—13,62—1,92—49,2—14,5—45,92—4,30—68,94—4.20,7)     | Леонид Литвиненко | СССР    | 5       |                                            |                   |         |
| 6       | 8090 (10,8—7,38—16,44—2,04—52,0—14,4—49,98—4,40—60,18—5.04,0)     | Рудольф Зигерт    | СССР    | 6       |                                            |                   |         |
| 7       | 8077 (10,3—7,28—13,18—1,84—49,0—14,1—40,46—4,60—60,02—4.30,0)     | Фред Самара       | США     | 7       |                                            |                   |         |
| 8       |                                                                   |                   |         | 8       |                                            |                   |         |
| 9       |                                                                   |                   |         | 9       |                                            |                   |         |
| 10      | 8005 (10,6—7,19—14,36—1,83—49,6—13,9—42,44—4,60—60,66—4.39,5)     | Рышард Катус      | Польша  | 10      |                                            |                   |         |
| 11      |                                                                   |                   |         | 11      |                                            |                   |         |
| 12      |                                                                   |                   |         |         |                                            |                   |         |
| 13      |                                                                   |                   |         |         |                                            |                   |         |
| 14      |                                                                   |                   |         |         |                                            |                   |         |
| 16      |                                                                   |                   |         |         |                                            |                   |         |
| 16      |                                                                   |                   |         |         |                                            |                   |         |
| 17      | 7602                                                              | Эдвард Мис        | Польша  |         |                                            |                   |         |
| 18      |                                                                   |                   |         |         |                                            |                   |         |
| 19      |                                                                   |                   |         |         |                                            |                   |         |
| 20      |                                                                   |                   |         |         |                                            |                   |         |
| 21      | 7410                                                              | Лех Никитин       | Польша  |         |                                            |                   |         |
| 22      | 7386                                                              | Эдвард Козакевич  | Польша  |         |                                            |                   |         |
| 23      | 7284                                                              | Марек Подгорски   | Польша  |         |                                            |                   |         |
| 24      |                                                                   |                   |         |         |                                            |                   |         |

### Общий зачёт
| Основная программа |            |            |                 |                 |                |                | Десятиборье         | Десятиборье         | Десятиборье         | Пятиборье           | Пятиборье           | Пятиборье           |
| Основная программа | СССР — США | СССР — США | СССР — Болгария | СССР — Болгария | США — Болгария | США — Болгария | СССР — США — Польша | СССР — США — Польша | СССР — США — Польша | СССР — США — Канада | СССР — США — Канада | СССР — США — Канада |
| Основная программа | СССР       | США        | СССР            | Болгария        | США            | Болгария       | СССР                | США                 | Польша              | СССР                | США                 | Канада              |
| ------------------ | ---------- | ---------- | --------------- | --------------- | -------------- | -------------- | ------------------- | ------------------- | ------------------- | ------------------- | ------------------- | ------------------- |
| Мужчины            | 128        | 89         | —               | —               | —              | —              | 46 328              | 48 899              | 46 091              | —                   | —                   | —                   |
| Женщины            | 96         | 49         | 95              | 50              | 74             | 70             | —                   | —                   | —                   | 13 599              | 12 015              | 12 406              |
| Всего              | 225        | 138        | —               | —               | —              | —              | —                   | —                   | —                   | —                   | —                   | —                   |

1. ↑  зачёт по шести участникам
2. ↑  зачёт по трём участницам